# 洛阳铜加工集团
洛阳铜加工集团有限责任公司（简称洛铜）是一家位于中国河南省洛阳市澗西區的综合性有色金属加工企业，是河南省省属企业，是中国最大的铜冶炼加工企业，被誉为“中国铜加工业的摇篮”。

## 历史
1953年，中国决定建设大型综合性有色金属加工厂，厂址拟设在兰州。但因兰州空气含沙量大，会影响产品质量，1954年4月，根据苏联专家建议，决定将厂址设在洛阳，并定名为洛阳有色金属加工厂，为一五计划156项重点工程之一。1959年1月5日，作为该厂最大工程的压延车间破土动工。1960年苏联撤走专家，给工程带来困难。1960年12月26日，该厂成功铸造了中国第一根青铜铸锭。

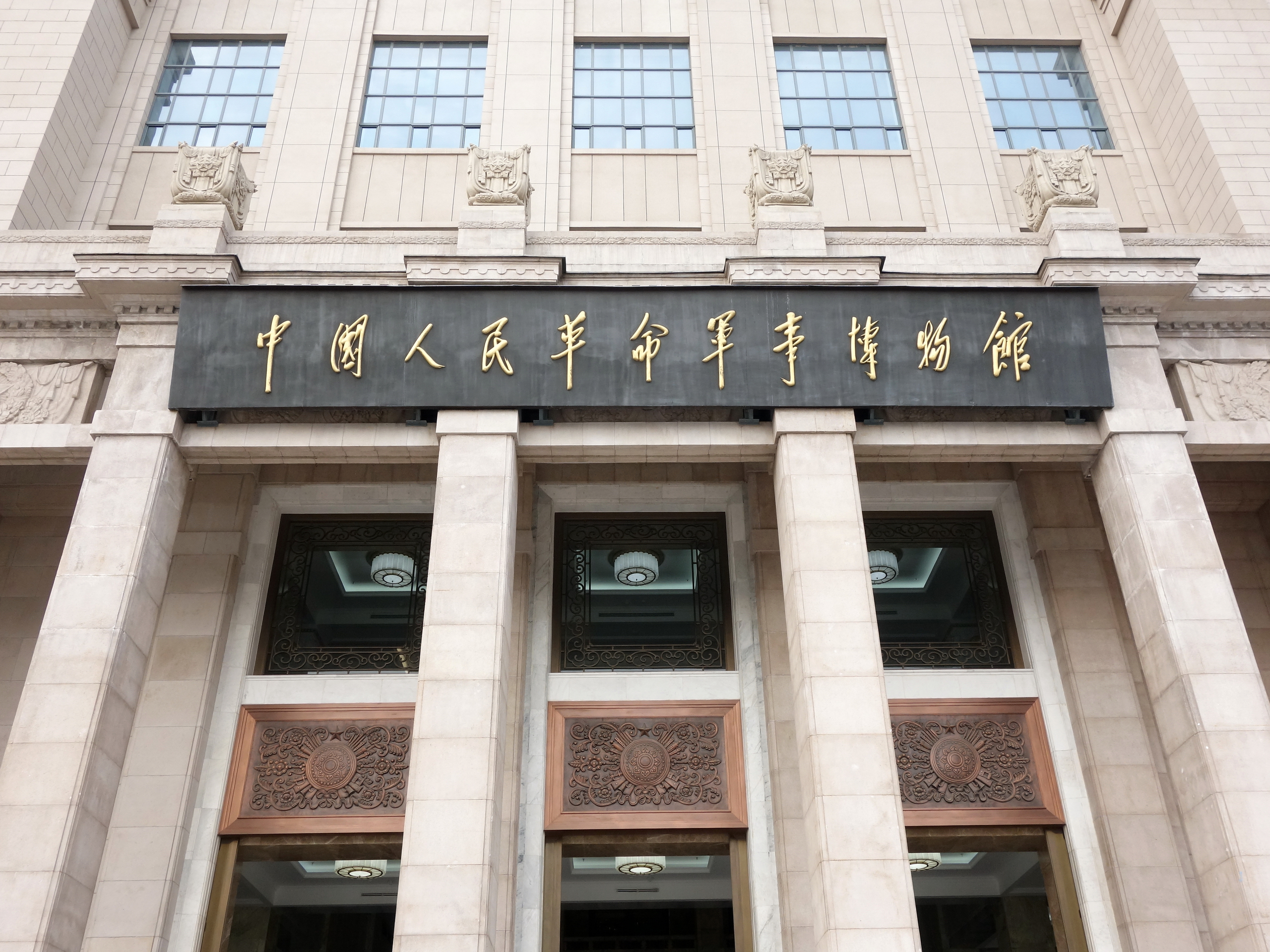
“中国人民革命军事博物馆”匾额，2018年

1961年，洛阳有色金属加工厂更名为黄河冶炼厂。1962年1月10日，该厂轧制出中国第一块大规格紫铜板。该板材被制成“中国人民革命军事博物馆”匾额，匾额的字由毛泽东亲笔题写。黄河冶炼厂后更名为洛阳铜加工厂（简称“洛铜”）。1990年9月，洛铜被评为1989年度中国500家最大工业企业第184位。洛阳铜加工厂的铜板带技术改造工程，是中国七五计划重点工程。
2005年12月28日，中国铝业与洛阳国资委签署合作协议，共同出资设立中铝洛阳铜业有限公司（简称“中铝洛铜”），重组洛铜集团。